# Karl Heinrich Sieber

Karl Heinrich Sieber

Karl Heinrich Sieber (* 10. September 1888 in Ronneburg; † 31. August 1946 in Braunschweig) war ein deutscher Politiker (Christlich-Nationale Bauern- und Landvolkpartei (CNBL), NSDAP) und SA-Brigadeführer.

## Leben
Nach dem Besuch der Volksschule und des Realgymnasiums schlug Sieber die Offizierslaufbahn ein. Im März 1909 trat er in das Husarenregiment 19 Grimma ein. Von 1914 bis 1918 nahm er am Ersten Weltkrieg teil, in dem er als Regimentsadjutant und Eskadronführer eingesetzt wurde. Am 30. November 1917 folgte seine Beförderung zum Rittmeister. Bevor er 1918 seinen Abschied nahm, wurde er unter anderem mit dem Eisernen Kreuz beider Klassen ausgezeichnet.
In den Jahren 1919 und 1920 durchlief Sieber eine praktische landwirtschaftliche Ausbildung sowie ein Studium an der Universität Leipzig. 1921 übernahm er die Bewirtschaftung des Rittergutes Wiederoda, das seine Frau Gertrud in die Ehe eingebracht hatte. Politisch betätigte er sich in den folgenden Jahren in der Christlich-Nationalen Bauern- und Landvolkpartei, in der er den Vorsitz der sächsischen Sektion der Partei übernahm. Nach der Reichstagswahl vom September 1930 zog Sieber in den Reichstag ein, dem er zunächst bis zum Juli 1932 angehörte.
Schon vor der ersten Sitzung des Reichstages forderte er in einem Artikel der Nassauischen Bauernzeitung einen „scharfen Rechtskurs“. Damit stand er im Widerspruch zu seinen Fraktionskollegen, die einen liberaleren Kurs vertraten. Als die Gegensätze innerhalb der Fraktion zu groß wurden, wechselte Sieber zusammen mit dem Direktor des Reichslandbundes v. Sybel zur NSDAP, in die er am 1. Dezember 1931 eintrat. Sein Mandat gab er jedoch nicht ab und wurde folglich in den Protokollen als „NSDAP (Gast)“ geführt. Schon vor dem Wechsel beteiligte er sich an diversen Boykottaktionen der Nationalsozialisten, die zum Ziel hatten, das Parlament arbeitsunfähig oder lächerlich zu machen.
Als Gauredner der NSDAP führte Sieber Wahlkämpfe für die zwei folgenden Reichstagswahlen, in denen er jedoch kein Mandat errang. In seinem Wahlkreis Oschatz stieg der Anteil der NSDAP Wähler von 15,0 % im Jahr 1930 auf 44,8 % im Juli 1932 und 38,9 % im November 1932 an, um bei der Reichstagswahl März 1933 – bei schon beginnenden Diktatur des Nationalsozialismus – 47,5 % zu erreichen. Nach Wahl kehrte Sieber in den Reichstag zurück. Da sein Mandat bei den folgenden drei Scheinwahlen – zugelassen war jeweils nur eine nationalsozialistisch dominierte Einheitsliste – im November 1933, März 1936 und Mai 1938 bestätigt wurde, gehörte Sieber dem nationalsozialistischen Reichstag ohne Unterbrechung bis zum Ende der NS-Herrschaft im Mai 1945 an. Sieber stimmte unter anderem für das Ermächtigungsgesetz vom 24. März 1933, das die juristische Grundlage für die Errichtung der NS-Diktatur bildete.
Nach 1933 übernahm Sieber zahlreiche Funktionärsaufgaben in seinem Wahlkreis Oschatz und in Sachsen:
- landwirtschaftlicher Kreissachbearbeiter der NSDAP (1931–1936),
- Landeshauptabteilungsleiter der Landesbauernschaft Sachsen (1933–1934),
- Vorsitzender des Ehrenrates der Landesbauernschaft,
- Kreisbauernführer (1933–36) und später Altkreisbauernführer (1938),
- Vorsitzender des Bezirkstags Oschatz (1933–1938),
- Mitglied des Sächsischen Gemeindetags (seit 1933), und
- Mitglied der Sächsischen Landessynode (seit 1933).

Ab 1935 gab er die meisten seiner Ämter „aus Arbeitsüberlastung“ auf, während er in der SA weiter Karriere machte. 1936 wurde er Standartenführer und 1943 SA-Brigadeführer, der dem Rang eines Generalmajors in der Armee gleichgestellt war. Zusätzlich wurde er Beauftragter des Reichsinspekteurs für Reit- und Fahrausbildung und Gruppenreiterführer der SA-Gruppe Sachsen.
Im Jahr 1941 wurde Sieber zur Wehrmacht eingezogen und beteiligte sich zwei Monate lang an dem Russlandfeldzug, bis er aufgrund eines Herzanfalls aus dem aktiven Dienst entlassen wurde. Nach Sachsen zurückgekehrt überlebte er den Bombenangriff auf Dresden am 13. Februar 1945, indem er in die Elbe sprang und so den Flammen entkam.
Die amerikanische Armee eroberte das Rittergut Wiederoda kampflos und übergab es später an die Russen. Da Sieber von der sowjetischen Militäradministration steckbrieflich gesucht wurde, flüchtete unter falschem Namen in den Westen Deutschlands. Das Rittergut wurde gemäß Artikel 2, Abs. 2 der Landwirtschaftlichen Bodenreform enteignet, der sich auf Kriegsverbrecher, Kriegsschuldige und den Grundbesitz der Naziführer bezog. Die Familie wurde auf Rügen interniert und konnte in den Westen fliehen. Sieber starb 1946 in Braunschweig an den Folgen einer Lungenentzündung.
Nach seinem Ableben wurden zwei Gerichtsprozesse geführt, bei denen es um die Witwenrente und Siebers nicht unerheblichen Nachlass ging. Eine Spruchkammer in Westdeutschland, vor der ausgewählte Zeugen seine Unschuld bezeugten, entschied 1952 seinen Nachlass nicht einzuziehen. In einem weiteren Verfahren, bei dem es um die Rückübertragung der enteigneten Immobilien in Ostdeutschland ging, stellte das Verwaltungsgericht Leipzig 2013 fest, dass Sieber „dem nationalsozialistischen System erheblich Vorschub geleistet“ habe. Er habe „mit einer gewissen Stetigkeit Handlungen vorgenommen…, die dazu geeignet waren, die Bedingungen für die Errichtung, die Entwicklung oder die Ausbreitung des nationalsozialistischen System zu verbessern oder Widerstand gegen dieses System zu unterdrücken“.